# ساقی‌نامه ۱
ساقی ‌نامه ۱ یا سوته ‌دلان یا صوفی ‌نامه نام آلبومی است با صدای شهرام ناظری تولید سال ۱۳۶۷.

## توضیح اثر

### هنرمندان
- آواز: شهرام ناظری
- موسیقی: کامبیز روشن‌روان

#### نوازندگان
- ویلن: منوچهر انصاری
- ویلن: همایون رحیمیان
- ویلن: رضا عالمی
- ویلن: مجتبی میرزاده
- ویلن: ارسلان کامکار
- ویلن آلتو: نوروز یزدانی
- ویلن آلتو : سیاوش ظهیرالدینی
- ویلنسل: منوچهر باستان‌سیر
- ویلنسل: کریم قربانی
- کنتر باس: علیرضا خورشیدفر
- کلارینت: اکبر محمدی
- تیمپانی: علیرضا قوامی
- کمانچه: اردشیر کامکار
- کمانچه :هادی منتظری
- قیچک: اردشیر کامکار
- تار: منصور سینکی
- بربط: ارسلان کامکار
- رباب: بیژن کامکار
- سه‌تار: محمد فیروزی
- تنبک: جمشید محبی
- دف: بیژن کامکار
- تنبور: علی ناظری

#### تکنوازان
- اسدالله حجازی: تار
- غلامحسین بهروزی‌نیا: بربط
- اردشیر روحانی: پیانو
- کمانچه: هادی آزرم
- نی: محمدعلی کیانی نژاد
- سنتور: بهنام مناهجی

#### آواز جمعی
- مهدی شمس‌نیکنام
- بیژن کامکار
- محمدرضا اخوان

### فهرست

#### روی اول
- جمع هستی:
  - اوج
  - شکسته
- شمع و پروانه:
  - ساقی‌نامه
  - شکسته
  - دلکش
  - صوفی‌نامه
  - ساقی‌نامه

#### روی دوم
- سوته‌دلان:
  - صوفی‌نامه
  - ساقی‌نامه
  - صوفی‌نامه
- صوفی‌نامه:
  - صوفی‌نامه
  - ساقی‌نامه
  - صوفی‌نامه
- ساقی‌نامه - صوفی‌نامه:
  - ساقی‌نامه
  - صوفی‌نامه
  - ساقی‌نامه

#### ترانه ها
1. جمع هستی، شعر از رضی الدین آرتیمانی
2. شمع و پروانه، شعر از سعدی (بوستان)
3. سوته‌دلان
4. صوفی‌نامه، شعر از رضی‌الدین آرتیمانی
5. ساقی‌نامه - مغنی نامه، شعر از حافظ

## منبع
- تارنمای شهرام ناظری